# Вишгородський провулок
Ви́шгородський провулок — зниклий провулок, що існував у Подільському районі міста Києва, місцевість Пріорка. Пролягав від Вишгородської до Маломостицької вулиці.

## Історія
Провулок виник в 1-й третині XX століття. Назва — від міста Вишгород. Ліквідований у зв'язку зі зміною забудови в 1-й половині 1980-х років.